# Česká hymna
 Poslechnout si článek · info

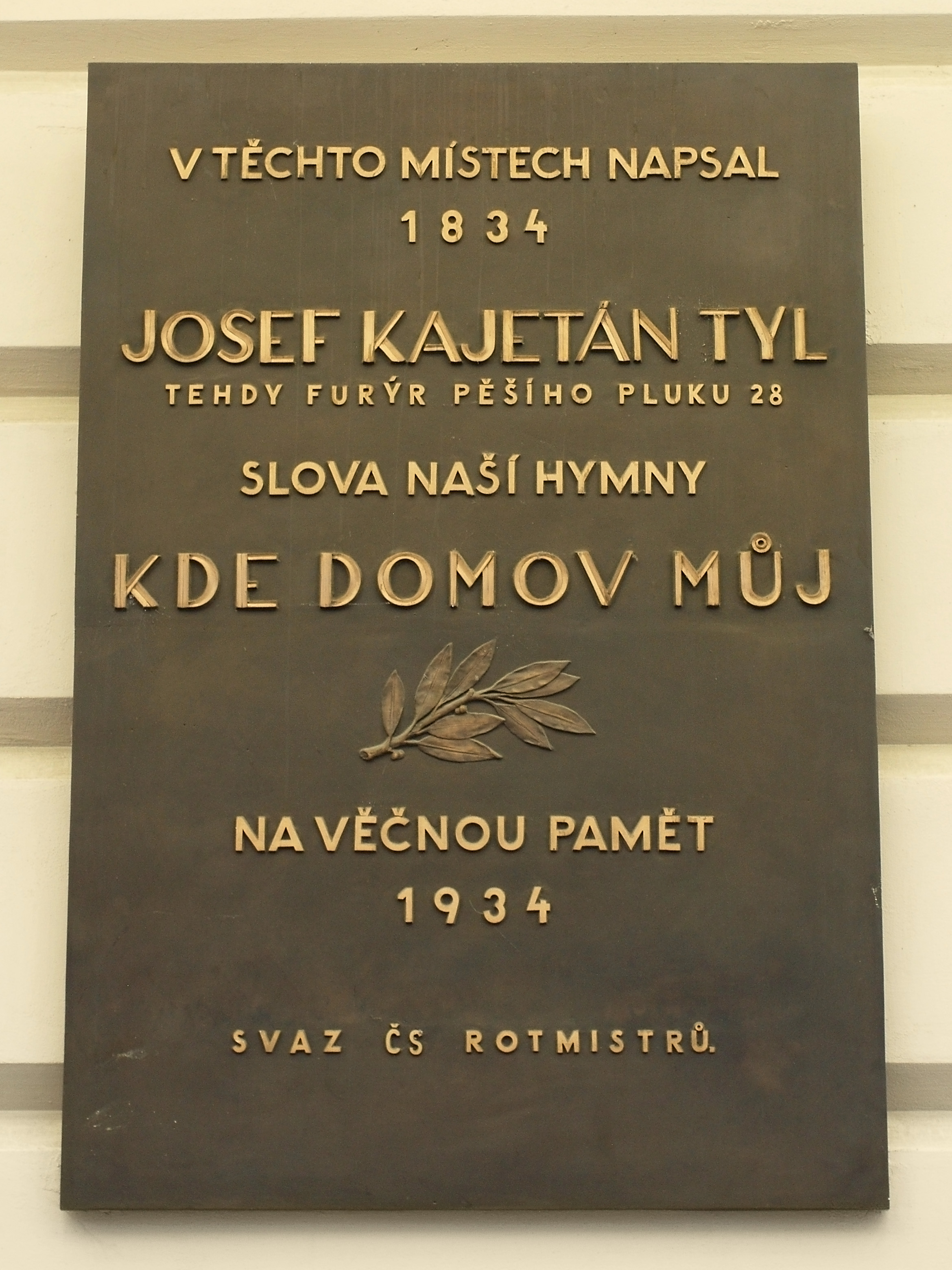
Pamětní deska v místě Josefských kasáren (dnes obchodní dům Palladium na pražském náměstí Republiky), kde Tyl napsal slova pozdější hymny

Kde domov můj je původně píseň o dvou slokách, složená pro postavu slepého houslisty v divadelní hře Josefa Kajetána Tyla Fidlovačka aneb Žádný hněv a žádná rvačka z roku 1834. Píseň brzy zlidověla a stala se českou vlasteneckou hymnou, poté se její první sloka stala českou částí československé státní hymny, v níž byla následována první slokou nynější hymny slovenské (Nad Tatrou sa blýska). Samostatně je hymnou České republiky. Již od 19. století k písni vznikalo také množství nejrůznějších doplňků i parafrází.
Česká státní hymna Kde domov můj patří podle zákona České národní rady č. 3/1993 Sb. mezi státní symboly České republiky a ty lze podle § 1 zákona 352/2001 Sb. užívat jen vhodným a důstojným způsobem. Státní hymnu lze podle § 12 zákona 352/2001 Sb. hrát i zpívat při státních svátcích a při jiných příležitostech, je-li to obvyklé.

## Píseň Kde domov můj

### Historie
Píseň pochází z divadelní hry Josefa Kajetána Tyla Fidlovačka aneb Žádný hněv a žádná rvačka, lehké vlastenecké satiry na poněmčilé měšťanstvo, poprvé uvedené v Praze dne 21. prosince 1834. Zpívá ji ve čtvrtém jednání slepý houslista Mareš na ševcovské pouti – fidlovačce – v Nuslích. Hudbu k ní složil a Tylův text mírně upravil František Škroup. Fraška obsahovala 21 hudebních čísel od Františka Škroupa – písní, quodlibetů, duet i sborů – a píseň „Kde domov můj“ v ní byla obsažena pod číslem 19.
Prvním interpretem se stal basista pražského divadla Karel Strakatý, v Anglii a v Německu ji zpopularizoval barytonista Jan Píšek.
Zlidovělo několik písní z této divadelní hry (např. č. 3 „Vane větřík po lučinách“ nebo píseň ševce Kroutila „Staří Pražané“ pod číslem 17), píseň „Kde domov můj“ však mezi nimi vynikla a získala postavení neformální vlastenecké hymny. Píseň byla hned v březnu 1835 vydána také v časopise Věnec ze zpěvů vlasteneckých uvitý a obětovaný dívkám vlastenským s průvodem fortepiana, který vycházel v letech 1835–1839 a s Josefem Krasoslavem Chmelenským jej založil a redigoval František Škroup. Univerzitní profesor, divadelní a hudební kritik Anton Müller v Bohemii divadelní hru ostře zkritizoval (hlavně kvůli sprostotě jedné z postav, opilce Kroutila), ale vyzdvihl písně a píseň Kde domov můj v časopise celou přetiskl. Samotná divadelní hra ovšem schytala kritiku z mnoha stran, mimo jiné od Josefa Jiřího Kolára, Karla Hynka Máchy nebo Karla Havlíčka Borovského.
Později cenzura například Josefu Kajetánu Tylovi zakázala zařadit píseň Kde domov můj do báchorky Lesní panna aneb cesta do Ameriky, Strakatý ji nesměl zpívat u příležitosti otevření divadla v Chrudimi, cenzura ji vyřezávala z pěveckých sborníků. Za doby bachovského absolutismu se údajně dostalo písni té cti, že byla zařazena do seznamu nebezpečných spisů, a ještě roku 1859 údajně pražský policejní ředitel Päumann vlastní rukou chytal studenty, kteří ji zpívali. S o to větším jásotem pak byla vítána po roce 1860, kdy represe polevily.

### Původní text
1. Kde domov můj,

kde domov můj?

Voda hučí po lučinách,

bory šumí po skalinách.

V sadě skví se jara květ

zemský ráj to na pohled!

A to jest ta krásná země

země česká domov můj!

Země česká domov můj!

2. Kde domov můj,

kde domov můj.

Znáte v kraji bohumilém

duše outlé v těle čilém,

mysl jasnou, znik a zdar

a tu sílu, vzdoru zmar?

To je Čechů slavné plémě,

mezi Čechy domov můj,

mezi Čechy domov můj!

### Výklady textu

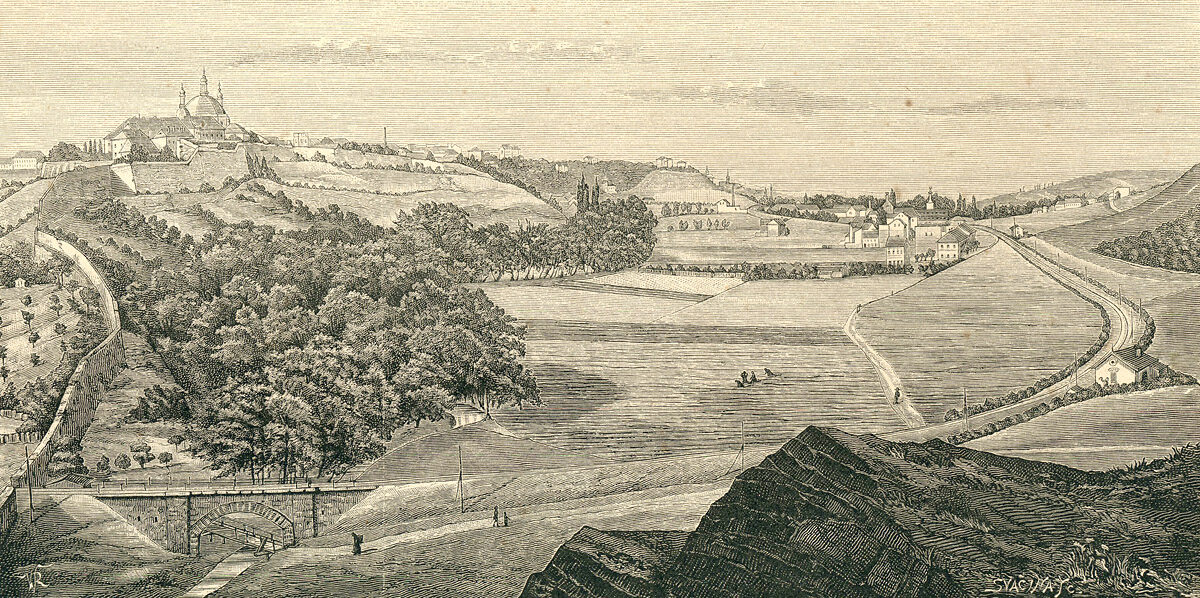
Nuselské údolí, odpovídající podle Františka Ferdinanda Strejčka textu písně (rytina po roce 1870, se stavbou železniční trati; vlevo nahoře Karlov, kostel P. Marie, vpravo v pozadí Nuselský pivovar a Nusle (zámek)).

V Tylově textu byly nalézány například stopy vlivu české verze vídeňské frašky Alina, aneb Praha v jiném dílu světa (1825, původně Aline oder Wien in einem andern Welttheile) od Adolfa Bäuerleho a Václava Müllera, kde v českém překladu od Jana N. Štěpánka Češka Cilka zpívá píseň o touze po domově („…kýž vlast ještě spatřím svou, rozkošné ty české ráje, protýkané Moldavou…“).
Národní listy 28. listopadu 1890 uveřejnily zmínku, že se v Tylově popěvku zračí Mignonina píseň „Zda znáš ten kraj, kde citrýn vykvétá, révu oranže kde zlatem oplétá, vánek modravým blankytem kde věje kol a myrty dech se stápí v laurů dol“ z Goethova románu Mistr Vilém, která zřejmě brzy byla zhudebněna a kterou se inspiroval i František Ladislav Čelakovský v roce 1821 a zmínil ji pod názvem „Mignons Sehnsucht“ (Minonina touha). Známý, avšak nepříliš zdařilý překlad pocházel od Josefa Jungmanna („Znáš onu zem? Citrony kde kvetou…“; v přehledech Jungmannova díla je zmiňovaná názvem „Píseň milostničky“, pod kterým vyšla ve Spisech roku 1841). Karel Hynek Mácha si vytvořil vlastní nápěv i překlad („Znáš-li tu zem, kde citrýnový květ…“). V překladu románu, vydaném roku 1929, píseň zní: „Znáš-li tu zem, ty slunné, volné kraje, kde citronů a orančí plod zraje…“ Ač Tyl z němčiny někdy překládal, možnost, že by sám Tyl tuto píseň také přeložil nebo se jí přímo inspiroval, je v rovině spekulací.
Podle Ferdinanda Strejčka (1878–1963) Tylova píseň opěvuje konkrétní lokalitu Nuselského údolí, kde se poslední obraz Fidlovačky odehrává: „voda hučící po lučinách“ je Botič, „skaliny“ jsou skály pod hradbami Nového města, které byly v 19. století porostlé borovicemi, „sadem“, v němž se „skví jara květ“, jsou dnes již neexistující Wimmerovy sady. Strejček dále doložil analogií z jiného textu Josefa Kajetána Tyla z téhož roku, že zpívá-li v písni o české zemi, nemá na mysli Čechy jako správní útvar, nýbrž území obývané lidem českého jazyka, tedy (podle tehdejšího pojetí) i Slováky.
Pojetí, kdy se „Kde domov můj“ chápe jako tázací věta a píše se s otazníkem, přetrvává už dlouhá desítiletí a proniká i do dalších jazyků. Podle názoru Karla Sekventa v časopise Kultúra slova z roku 2013 rozbor historického kontextu jejího vzniku, ideový a jazykový rozbor textu ukazuje, že je to neopodstatněné, protože nejde o tázací větu, ale o oznamovací vedlejší větu příslovečnou místní, a tedy psát otazník za názvem a prvními verši textu je zavádějící. Škroupův originál ovšem otazník obsahuje, a to v kombinaci s vykřičníkem („ǃ?“), a tedy se jedná o citově nabitou otázku, byť zpívanou slabě (piano).

### Hudební motivy
Nápěv údajně skládal František Škroup za tiché noci u lože nemocné manželky.
Nápěv verše Voda hučí po lučinách bývá někdy dáván do souvislosti s takřka shodným 8.–10. taktem Adagia z Mozartovy Koncertantní symfonie K 297b z roku 1779, těžko však lze mluvit o filiaci.
Hudební motiv písně Kde domov můj se později objevil i v Škroupově Chrudimské předehře složené k příležitosti slavnostního otevření divadla v Chrudimi (1854) a ve skladbě Antonína Dvořáka Můj domov, kterou složil jako předehru ke hře Františka Ferdinanda Šamberka Josef Kajetán Tyl (1882).
Motiv písně Kde domov můj použil Johann Strauss mladší ve skladbě Slovanské potpourri na melodie lidových písní a tanců op. 39.

### Kritika
Už ve své době píseň vyvolala kromě nadšení i mnoho kritiky, například že text je nelogický, že píseň je příliš cukrkandlová a málo bojovná atd. Výhrady k ní měl Jan Neruda, T. G. Masaryk, Antonín Švehla, Leoš Janáček, Bohuslav Martinů, Ferdinand Peroutka, později například Pavel Landovský či Milan Uhde. Mezi zastánce hymny patřili například Josef Pekař, Otakar Hostinský nebo František Kožík.
Bedřich Smetana nebyl z písně nadšen, ale když byl Janem Nerudou požádán, aby složil něco lepšího, namítl, že sotva se stavět proti písni, kterou lid sám za svou hymnu povznesl.

### Díla věnovaná písni
František Kožík o písni a jejích autorech napsal knihu Píseň nejdražší, která vyšla v roce 1986.
Na téma vzniku písně Kde domov můj napsal Ladislav Smoljak v roce 1998 divadelní hru Hymna, kterou uvedlo Studio Jára. Hra byla zaznamenána i na CD.
Sborník Kde domov můj: Varianty a parafráze od Patrika Ouředníka, vydaný v roce 2004 nakladatelstvím Paseka, obsahoval kromě 66 variací na píseň také studie Martina Svatoše, Pavla Spunara a Vladimíra Macury, přednesené na symposiu o české hymně v roce 1993.

### Parafráze a verze písně
Píseň si osvojily i některé další slovanské národy, které si vytvořily své vlastní národní verze. Slovenskou verzi s názvem „Domov Slováka“, se čtyřmi slokami, publikoval v roce 1862 Michal Chrástek v prvním díle sborníku Veniec národních piesní slovenských, a to hned pod číslem 1. Významně si píseň osvojili a oblíbili též Bulhaři, kteří ji považovali za svoji vlastní národní píseň. Z korespondence Boženy Němcové víme, že zřejmě první bulharskou variantu písně, zachovanou v pozůstalosti Františka J. Jezbera s datem 14. února 1861, zapsal Ivan Chadži Simeonov (zvaný Ivančo nebo Jončo), jeden z Bulharů, kteří studovali v Praze.
V 19. i ve 20. století vznikaly k písni Kde domov můj další sloky i parafráze od známých i neznámých autorů. František Bačkovský v roce 1883 publikoval sedm různých verzí písně, včetně originální.
Autorství třetí sloky, věnované Moravě, je neznámé, čtvrtou sloku, určenou pro Slezsko, zbásnil roku 1881 František Polášek, učitel v Orlové, pátou sloku, určenou pro Slovensko, napsal roku 1882 Ferdinand Pěčka Místecký, abiturient v Těšíně. Tuto pětislokou sestavu uvádí Bačkovský jako první verzi písně, přičemž připomenul, že pouze první dvě slohy pocházejí od Tyla. Druhá verze písně je moravská, třetí slovenská a čtvrtá všeslovanská. Pátou a šestou verzi, obě ve slovenštině, obdržel Bačkovský od slovenského vlastence Fr. R. O. Jako sedmou verzi uvádí Bačkovský text „charvátský“.
Třetí sloka, moravská, od neznámého autora
Kde domov můj?!

Svatopluka hrad kde stojí,

Hana s Moravou se pojí,

Jaroslav kde světa rek

porazil Tatarů vztek:

a to je ta krásná země

zem Moravská, domov můj!
Čtvrtá sloka, slezská, od Františka Poláška
Kde domov můj?!

Od Praděda k Lysé hoře,

Ostrava kde plyne k Odře,

Opavěnka vévodí,

dobrý lid kde se rodí:

to je Slezů krásná země

země slezská, domov můj!
Pátá sloka, slovenská, od Ferdinanda Pěčky Místeckého
Kde domov můj?!

Tam kde z Tater štítů sněžných

řine Váh se v proudech něžných,

zpěvů pln je luh i háj,

jakých nezná jiný kraj:

Slováků to krásná země

slovenská zem, domov můj!
Moravská verze písně (II)
Kde domov můj?!

Velkomoravská koruna

klesla do mořského lůna,

nezůstal nám z oněch dob

ani našich králů hrob:

byla druhdy veleslavná

zem moravská, domov můj!

Kde domov můj?!

Pro minulost nezoufejme,

času novému se vzdejme,

času duch otvírá nám

nové slávy jasný chrám:

též se hlásí k matce Slávě

zem moravská, domov můj!

Kde domov můj?!

Bujará Orlice pestrá,

lva bílého věrná sestra,

snášela s ním nehodu,

cítí teď s ním svobodu:

s českým lvem se nerozloučí

zem moravská, domov můj!

Kde domov můj?!

Tam kde lidu moravskému,

českému i slovenskému

apoštolé slovanští

zvěstovali křesťanství:

na posvátném Velehradě,

na Moravě domov můj!

Kde domov můj?!

Bože, mocný Hospodine,

ruka Tvoje světům kyne,

Tebe vzývá národ můj,

mocný Bože, při něm stůj:

světovládný Hospodine,

chraň Moravu – domov můj!
Slovenská verze v češtině (III)
Kde domov můj?!

Kde slovenský větřík věje,

Svatopluka slavné děje

oživujíc v srdci svých

potomků rodu věrných:

a to je ta krásná země,

zem slovenská, domov můj!

Kde domov můj?!

Co zhynulo, nevzbudíme,

Svatopluka nevzkřísíme,

aniž jeho města zdi

zrak náš kdy již uvidí:

avšak nová sláva vítá

zem slovenskou – domov můj!

Kde domov můj?!

Pro minulost nezoufejme,

nové naději se vzdejme,

posud živ náš národ jest,

mužně zastává svou česť:

v nové jarní kráse zkvétá

zem slovenská, domov můj!
Všeslovanská verze (IV)
Kde domov můj?!

Bože, mocný Hospodine,

ruka Tvoje světům kyne,

Tebe vzývá národ můj,

mocný Bože, při něm stůj:

světovládný Hospodine,

chraň slovanský domov můj!
Domov Slováka (č. V ve sbírce Bačkovského, též Michal Chrástek – Veniec národních piesní slovenských, č. 1)
Kde domov môj?

Kde sa pne Kriváňa hlava,

kde bystrý Váh zpod skál vstáva,

dcéry kde Sláva rodí

a spev srdciam ľahodí:

a to je tá spanilá zem,

zem slovenská, domov môj!

Kde domov môj?

Znáš, kde kraj ten krásny leží,

po ňomž Váh, Hron, Nitra beží,

kde hrdé Tatry čnejú,

kde slávske hlasy znejú:

a to je tá spanilá zem,

zem slovenská, domov môj!

Kde domov môj?

Kde slovenský vetrík veje,

Svatopluka slavné deje,

Oživujú v srdci svých

potomkov, rodu verných:

a to je tá slavná krajna,

na Slovensku domov môj!

Kde domov môj?

Bože, veľký Hospodine,

ruka Tvoja svetom kynie,

Teba vzýva národ môj,

veľký Bože pri ňom stoj;

svetovládny Hospodine

chráň Slovensko, domov môj!
Vlasť moja (č. VI ve sbírce Bačkovského, též Michal Chrástek – Veniec národních piesní slovenských, č. 2, Aug. Krčmery v „Živene“ na rok 1853)
Kde dom je môj? Kde vlasť moja?

Či znáš ten kraj utešený,

kde sa Hron, Váh, Nitra pení?

Kde Kriváňa veleba

pne sa k modrinám neba:

Ach to je ten rozkošný kraj,

zem slovenská, vlasť moja!

Kde dom je môj? Kde vlasť moja?

Či slyšíš tie milé spevy

plynúť z duše švárnej devy?

Toho chrámu milosti,

dobroty, lásky, čnosti:

táto vlasť anjelských spevov

je Slovensko, vlasť moja!

Kde dom je môj, kde vlasť moja?

Či znáš, kde spevec dunajský,

v piesni objal svet slovanský,

a hlasom harfy svätej

odklial hroby zakliate:

táto zem vzkriešenia Slávy

je Slovensko, vlasť moja!

Kde dom je môj, kde vlasť moja?

Kde Piešťanské, Sliacke vary,

kde nejeden hrad prastarý,

pomníky dávnej slávy

skloňujú svoje hlavy:

táto zem pamiatok žialnych

je Slovensko, vlasť moja!

Kde dom je môj, kde vlasť moja?

Kde Štiavnica zlatorudá,

Kremnica, Bystrica hrdá,

Nitra Svatoplukova,

Trenčín tvrdz Matúšova:

toto je môj rodinný kraj,

zem slovenská vlasť moja!

Kde dom je môj, kde vlasť moja?

Kde z hôr dumný šum zavieva,

kde sa fujara ozieva,

kde je mravov prostota

a pohostinstvo cnota;

to je ten kraj premilený,

zem slovenská vlasť moja!
Charvátská verze (u Bačkovského č. VII)
Gdě stanak moj?

Sava teče po rovinah,

Kupa šumi po pečinah,

z gore zvira grozda med

zemaljski raj na pogled!

a to je ta krasna zemlja,

hrvatska je, stanak moj!

Gdě stanak moj?

Znaš u miru bogomilom

duše něžne s těla silom,

misô krěpku svaki čas,

dušmaninu na užas:

to Hrvatah slavno pleme,

meď Hrvati – stanak moj!
Sestava Českého rozhlasu Brno
Český rozhlas Brno v roce 2020 nahrál píseň v provedení Moravia Brass Bandu se zpěvačkou Kristýnou Daňhelovou ve verzi o čtyřech slokách a v doprovodném článku bez bližšího vysvětlení tvrdil, že píseň má čtyři sloky a že do Bulharska jeden pražský bulharský student píseň importoval právě v této čtyřsloké verzi. Původní dvě sloky Český rozhlas prezentoval jako první a třetí sloku, k tomu připojil ještě druhou a čtvrtou, které do písně vnášejí křesťanskou tematiku: Tvrzení, že píseň měla původně tyto čtyři sloky, se objevilo v řadě různých dalších webů a časopisů.
Druhá sloka (u Bačkovského nedoložená, v roce 1923 byl jako zdroj uveden Storchův zpěvní věnec z roku 1889):
Kde domov můj, kde domov můj,

v zemi kde náš kníže svatý

vírou v Krista v duši vzňatý

krev svou v oběť za vlast lil,

český národ vykoupil

v zemi slavné, otcům drahé,

v české zemi, domov můj,

v české zemi, domov můj!
Čtvrtá sloka (obdobná sloka je i v moravské II. a všeslovanské IV. verzi u Bačkovského i v písni Domov Slováka):
Kde domov můj, kde domov můj,

Bože velký Hospodine,

ruka Tvoje světům kyne,

Tebe vzývá národ můj,

věčný Bože při něm stůj,

světovládný Hospodine,

chraň vždy český domov můj,

chraň vždy český domov můj!
Štorchův zpěvní věnec, sbírka písní národních a znárodnělých pro veselé kruhy naše, Praha-Karlín, vydal Štorch 1889, uspořádal Josef Kalenský, strana 13
Kde domov můj?

Voda hučí po lučinách,

bory šumí po skalinách,

v sadě skví se jara květ,

zemský ráj to na pohled!

A to jest ta krásná země,

země česká, domov můj!

Kde domov můj?

V kraji znáš-li bohumilém,

duše útlé v těle čilém,

mysl jasnou, vznik a zdar,

a tu sílu, vzdoru zmar?

To je Čechův slavné plémě,

mezi Čechy domov můj!

Kde domov můj, kde domov můj?

Svatopluka hrad kde stojí,

Hana s Moravou se pojí,

Jaroslav kde světa rek

porazil Tatarů vztek:

a to jest ta krásná země,

zem moravská, domov můj.

Kde domov můj, kde domov můj?

Voda hučí po lučinách, bory šumí po skalinách,

v sadě skví se jara květ, 

zemský ráj to na pohled;

a to jest ta krásná země, 

země česká, domov můj!

Kde domov můj, kde domov můj?

Kde slovenský větřík věje,

Svatopluka slavné děje

ožívajíc v srdcích svých

potomkoch rodů věrných;

a to jest ta krásná kraj´na,

zem slovenská, domov můj!

Kde domov můj, kde domov můj?

V kraji znáš-li bohumilém

duše útlé v těle čilém,

mysl jasnou, vznik a zdar,

a tu sílu, vzdoru zmar?

A to jest to slavné plémě,

mezi Čechy domov můj!

Kde domov můj, kde domov můj?

Velkomoravská koruna

klesla do mořského lůna,

a kde našich králů hrob,

nezůstalo žádných stop;

avšak nová sláva vítá

zem moravskou, domov můj!

Kde domov můj, kde domov můj?

Co zhynulo, nevzbudíme,

Svatopluka nevzkřísíme,

aniž jeho města zdí

zrak náš více uvidí;

avšak nová sláva vítá

zem slovenskou, domov můj!

Kde domov můj, kde domov můj?

Pro minulost nezoufejme,

nové naději se vzdejme,

posud živ náš národ jest,

mužně zastává svou čest;

v nové jarní kráse vzkvétá

zem slovenská, domov můj!

Kde domov můj, kde domov můj?

Bujará orlice pestrá,

lva bílého věrná sestra,

své perutě rozpíná,

na svou slávu vzpomíná;

v nové jarní kráse vzkvétá,

zem moravská, domov můj!

Kde domov můj, kde domov můj?

Tam kde lidu moravskému,

českému i slovenskému

apoštolé slovanští

zvěstovali křesťanství,

na posvátném Velehradě,

na Moravě, domov můj!

Kde domov můj, kde domov můj?

Bože velký Hospodine,

ruka Tvoje světům kyne,

Tebe vzývá národ můj,

velký Bože, při něm stůj;

světovládný Hospodine,

chraň slovanský domov můj!

Kde domov můj, kde domov můj?

Velkomoravská koruna

klesla do mořského lůna –

nezůstal nám z oněch dob

ani našich králů hrob;

byla druhdy veleslavná

zem moravská, domov můj!

Kde domov můj, kde domov můj?

Pro minulost nezoufejme,

času novému se vzdejme,

času duch otvírá nám

nové slávy jasný chrám.

Též se hlásí k matce Slávě

zem moravská, domov můj!

Kde domov můj, kde domov můj?

Bujará Orlice pestrá,

Lva bílého věrná sestra,

snášela s ním nehodu,

cítí teď s ním svobodu.

S českým lvem se nerozloučí

zem moravská domov můj!

Kde domov můj, kde domov můj?

Bože velký Hospodine,

ruka tvoje světům kyne,

Tebe vzývá národ můj,

velký Bože, při něm stůj;

světovládný Hospodine,

chraň Moravu, domov můj!
Další varianty
Objevily se verze slovenská, německá, maďarská, krajanská, legionářská, katolická, spiritistická, komunistická, feministická, mnoho verzí místních („Tam, kde válčil otec Žižka (…) Přibyslav to domov můj!“) i americká („Oceán mě dál unáší, nový chce dát domov můj, Amerika, domov můj“) a také mnoho parodií („Kde domov můj? Kde má je vlast? Tam, kde je denně notný chlast!“).
Nakladatelství Paseka vydalo v roce 2004 další sborník, a to Kde domov můj: Varianty a parafráze od Patrika Ouředníka, který obsahuje 66 variací, od romantických přes poetické až po satirické. Například Václav Pok Poděbradský vytvořil poděbradskou verzi písně s textem „Nad Labem, kde v vznešenosti / svědek slavné minulosti / vzhůru pne se pevný hrad,/ kde žil Jiří z Poděbrad,/ tento zámek svou zvu vlastí / Poděbrady, domov můj!“ S řadou lokálních verzí kontrastuje světoobčanská verze od českého esperantisty Františka Lorence: „Kde domov můj? / Není snad jen v zemi něčí,/ kde lid mluví stejnou řečí (…) Mně je lidstvo celé rodem,/ domovem mi celý svět.“ Bojovnější variantu vytvořil kněz a buditel Josef Rudolecký, zakladatel katolického tělocvičného spolku Orel: „Cílem všech kde vlasti zdar, / svorná síla – vrahů zmar! / Zde v té volné české zemi / chci mít zase domov svůj. Karel Havlíček Borovský napsal verzi, která měla varovat před poblouzněným panslavismem a rusofilstvím: „Kde domov můj? / Zákony kde píše vláda / knutou národům na záda, / přirozená práva kde / kozák ekšplicíruje, / kde otrokem jen jeden není, / mezi Rusy domov můj!“

## Část československé hymny
První sloka písně se stala první částí dvoudílné československé hymny. Oproti původnímu zápisu byla mírně korigovaná (skví a je místo stkví a jest), redigována byla rovněž interpunkce.
Československé ministerstvo národní obrany vydalo 13. prosince 1918 výnos, že první sloka písně Kde domov můj se spolu s písní Nad Tatrou sa blýska má hrát při slavnostních příležitostech, hned poté ministerstvo školství výnosem zakázalo text měnit a v létě 1919 ministerstvo vnitra nařídilo, že při hymně se musí stát.

### Německá verze
V letech 1918 až 1938 existovala i oficiální verze československé hymny v němčině (autorem textu je českoněmecký básník Karl Wenzel Ernst (1830–1910), rodák z dnešního Liščí ve Šluknovském výběžku):
Wo ist mein Heim, mein Vaterland,

Wo durch Wiesen Bäche brausen,

Wo auf Felsen Wälder sausen,

Wo ein Eden uns entzückt,

Wenn der Lenz die Fluren schmückt:

Dieses Land, so schön vor allen,

Böhmen ist mein Heimatland.

Böhmen ist mein Heimatland.

### Maďarská verze
V letech 1918 až 1938 existovala i oficiální verze hymny v maďarštině.
Hol van honom, hol a hazám,

Hol patak zúg a hegyháton,

Csörgedez a rónaságon.

Üde virág a kertben,

Mint egy földi édenben.

Ez az istenáldotta föld,

Csehszlovák föld a hazám,

Csehszlovák föld a hazám.

## Česká hymna
Zákon stanovuje, že jako hymna se užívá pouze první sloka, avšak před novelou z roku 1998 obsahovala příslušná příloha zákona v rámci faksimile notového záznamu i text druhé sloky; kromě toho bylo na třech místech první sloky znění archaičtější („stkví“, odlišná interpunkce).
První sloka:
Kde domov můj,

kde domov můj.

Voda hučí po lučinách,

bory šumí po skalinách,

v sadě skví se jara květ,

zemský ráj to na pohled!

A to je ta krásná země,

země česká, domov můj,

země česká, domov můj!
Druhá sloka, publikovaná v rámci notového záznamu, který byl přílohou zákona z roku 1992:
Kde domov můj,

kde domov můj.

V kraji znáš-li Bohu milém

duše útlé v těle čilém,

mysl jasnou vznik a zdar,

a tu sílu vzdoru zmar?

To je Čechů slavné plémě,

mezi Čechy domov můj,

mezi Čechy domov můj!

### Instrumentace
Instrumentaci skladby, která se dodnes hraje, provedl v letech 1930–1932 skladatel Otakar Jeremiáš – ve verzi pro velký orchestr (1930), malý orchestr (1932) a tzv. pastorální/vánoční varianta pro varhany a orchestr (1932).

### Provedení
V roce 2008 česká vláda zveřejnila čtyři oficiální verze provedení české hymny.
- Ženskou sólovou verzi nazpívala Kateřina Kněžíková.
- Mužskou její manžel Adam Plachetka.
- Sborovou verzi nahrál Sbor opery Národního divadla.
- Instrumentální verzi nahrál Orchestr Národního divadla.